# Воржская волость
Воржская волость — низшая административно-территориальная единица в составе Ростовского уезда Ярославской губернии Российской империи. Административный центр — село Воржа.
В настоящее время земли бывшей Воржской волости входят в состав Ростовского района Ярославской области.

## География
Приозерная Воржская волость по данным 1885 г. с севера и северо-востока граничила с Угодичской волостью, с востока — Щадневскою, с юга — Перовской и с запада — Зверинцевскою, Поречскою и Ростовским озером (Неро). Вся её поверхность равнялась 9,744 дес., из коих у частных лиц находилось 2,962 дес., у сельских обществ — 6,782 дес.
Отдельный душевой надел по всей волости не превышал 3 дес., из которых на долю пашни приходилось 1 дес. Леса в волости на надельной земле крестьян 785 дес. и частных владельцев 720 дес., а всего 1,505 дес.
Почва в волости частью чернозёмная, а частью песчаная и глинистая.

## История
Воржская волость, как и большая часть волостей Российской Империи, была образована после реформы 1861 г. в составе Ростовского уезда Ярославской губернии.
На 1885 г. Воржская волость состояла из 11 сельских обществ: Воржского, Вексицкого, Григоровского, Звягинского, Козоховского, Климатинского, Караваевского, Наводеревеньковского, Филимоновского, Чучерского, Шестаковского — 6 сел и 13 деревень: 2398 ревизских душ и 2148,5 наделов; по семейным списками — 2759 душ мужского пола и 2946 душ женского пола, а всего 5705 душ обоего пола.
В декабре 1923 Воржская волость перестала существовать, её территории вошли в состав Поречской волости (Вексицкий и Климатинский сельсоветы) и Угодичской волости (Воржский сельсовет).

## Состав
Селения, входившие в волость в 1885 г.:
- Воржа, село (волостной центр);
- Александрино, деревня, приход церкви с. Вексицы (в настоящее время не существует);
- Вексицы, село;
- Паздерино, деревня, приход церкви с. Козохово-Богородского;
- Григорово (Григорьково тож), деревня, приход церкви с. Вексицы (в настоящее время не существует);
- Горяинов — поселок, приход церкви с. Филимоново (в настоящее время не существует);
- Звягино, деревня, приход церкви с. Климатино;
- Козохово-Богородское, село;
- Климатино, село;
- Короваево, деревня, приход церкви с. Климатино;
- Новодеревенька, деревня, приход церкви с. Климатино (в настоящее время не существует);
- Липовка, деревня, приход церкви с. Филимоново;
- Твердино, деревня, приход церкви с. Вексицы;
- Филимоново, село;
- Новоселка, деревня, приход церкви с. Благовещенская-Гора;
- Чучеры, деревня, приход церкви с. Шестакова (в настоящее время не существует);
- Ангелово, деревня, приход с. Шестакова (в настоящее время не существует);
- Благовещенская-Гора, село;
- Шестаково, село.

С 1885 по 1921 год Воржская волость претерпела значительные изменения, на 1921 г. она состояла из 7 населенных пунктов: Ангелово, Благовещенская гора, Воржа, Никольское-Ошанское, Новское, Чучеры, Шестаково.
С ноября 1921 года в Воржскую волость вошли селения Александринской волости: Александрино, Вексицы, Григорово, Инеры, Козохово, Липовка, Новодеревенька, Новоселка, Паздерино, Твердино, Филимоново; а также из Скнятиновской волости: Звягино, Климатино, Короваево.

## Население
На 1885 год в 19 населённых пунктах по семейным спискам — 2759 душ мужского пола и 2946 душ женского пола, а всего 5705 душ обоего пола.